# Galaxias globiceps
Galaxias globiceps är en fiskart som beskrevs av Eigenmann 1928. Galaxias globiceps ingår i släktet Galaxias och familjen Galaxiidae. IUCN kategoriserar arten globalt som otillräckligt studerad. Inga underarter finns listade i Catalogue of Life.